# Ban Dan Lan Hoi (huyện)
Ban Dan Lan Hoi (tiếng Thái: บ้านด่านลานหอย) là một huyện (amphoe) ở phía tây thuộc tỉnh Sukhothai, miền nam Thái Lan.

## Lịch sử
Trong thời kỳ Sukhothai, huyện này là khu vực doanh trại phía tây của quân tuần tuần tra. Ngôi làng gần trại gọi là Ban Lan Khoi (บ้านลานคอย). Do phát âm thay đổi nên nay thành Ban Lan Hoi.
Trong thời kỳ Rattanakosin, Bộ nội vụ đã lập phó huyện mới (tambon) tên là Ban Dan. Phó huyện đã được nâng cấp thành một tiểu huyện (king amphoe) thuộc huyện Mueang Sukhothai năm 1909. Trụ sở huyện đã được dời đến tambon Lan Hoi năm 1916. Khi tuyến đường Charot Withi Thong, kết nối Sukhothai và Tak hoàn thành, trụ sở huyện đã được dời đến tambon Ban Dan. Năm 1939, tiểu huyện được đổi tên từ Lan Hoi thành Ban Dan Lan Hoi. Năm 1973, chính quyền đã nâng cấp tiểu huyện thành huyện.

## Địa lý
Các huyện giáp ranh (từ phía bắc theo chiều kim đồng hồ): Thung Saliam, Si Samrong, Mueang Sukhothai, Khiri Mat thuộc tỉnh Sukhothai, Phran Kratai thuộc tỉnh Kamphaeng Phet, Mueang Tak, Ban Tak thuộc tỉnh Tak, Thoen thuộc tỉnh Lampang.

## Hành chính
Huyện này được chia thành 7 phó huyện (tambon), các đơn vị này lại được chia ra thành 70 làng (muban). Thị trấn (thesaban tambon) Lan Hoi nằm trên một phần của tambon Lan Hoi. Có 7 Tổ chức hành chính tambon.
| STT. | Tên           | Tên Thái    | Số làng | Dân số |  |
| ---- | ------------- | ----------- | ------- | ------ |  |
| 1.   | Lan Hoi       | ลานหอย      | 10      | 7.559  |  |
| 2.   | Ban Dan       | บ้านด่าน      | 14      | 5.791  |  |
| 3.   | Wang Takhro   | วังตะคร้อ     | 9       | 5.307  |  |
| 4.   | Wang Nam Khao | วังน้ำขาว     | 17      | 8.934  |  |
| 5.   | Taling Chan   | ตลิ่งชัน       | 10      | 9.337  |  |
| 6.   | Nong Ya Plong | หนองหญ้าปล้อง | 10      | 5.146  |  |
| 7.   | Wang Luek     | วังลึก        | 8       | 3.957  |  |